# 渡辺麿史
渡辺 麿史（わたなべ たかふみ、1956年2月5日 - 2014年2月1日）は、大分県日田市出身の元プロ野球選手（投手）。

## 来歴・人物
日田林工高校ではエースとして活躍。1972年秋季九州大会に進むが、1回戦で鎮西高に敗退。翌1973年夏の甲子園に出場。1回戦で糸魚川商工の黒坂幸夫と投げ合い完封勝ち、2回戦も浜田商を完封で降す。しかし3回戦はエース佃正樹を擁する広島商に2-3で惜敗。卒業後は社会人野球の日本鉱業佐賀関に入社するが、4年先輩のエース・藤沢公也の陰に隠れ、あまり活躍の場はなかった。
1976年のプロ野球ドラフト会議にて近鉄バファローズから4位指名を受けて、1年遅れの1977年オフに入団。プロでは一軍での試合出場がないまま、1982年限りで現役引退。
1990年から中日ドラゴンズの九州担当スカウトに就任。中田賢一、若松駿太などの選手獲得に携わった。
2014年2月1日、急性白血病のため福岡県久留米市の病院で死去。57歳没。

## 詳細情報

### 年度別投手成績
- 一軍公式戦出場なし

### 背番号
- 11 （1978年）
- 35 （1979年 - 1982年）